# Bénin TV
Bénin TV (BTV) est une chaîne de télévision généraliste béninoise de service public créée en 1978. Elle appartient à la Société de radio et de télévision du Bénin.

## Histoire de la chaîne

### Genèse
En 1964, le gouvernement du Dahomey passe un accord avec la France pour la formation à Paris de personnel dahoméen par les techniciens de l'Office de radiodiffusion-télévision française (ORTF), puis projette en 1969, avec les fonds de la loterie nationale et de la coopération française, un plan d'expérimentation de la télévision depuis les locaux de l'Office des postes et téléphones à Cotonou, baptisé « Mini-télévision », qui ne sera jamais appliqué, à la suite des changements de gouvernement.
Désirant remettre le Dahomey, revenu à une relative stabilité politique, au même niveau technique que ses voisins ouest-africains, la France du président Pompidou relance le processus via la coopération française et livre à Cotonou les infrastructures de production et de diffusion télévisée dans le courant de l'année 1972. Le gouvernement dahoméen crée alors l'Office de radiodiffusion et de télévision du Dahomey (ORTD) par la loi 72-43 du 20 octobre 1972 dont la structure et le fonctionnement sont calqués sur l'ORTF.
Le coup d’État du 26 octobre 1972, qui porte le commandant Mathieu Kérékou au pouvoir et par lequel le Dahomey devient la République populaire du Bénin, gèle le lancement de la télévision, que le commandant considère comme un outil destiné à des privilégiés, non compatible avec sa politique démocratique et populaire qui vise à garantir au peuple un accès égalitaire aux médias. La construction de l'émetteur de télévision est mise en sommeil et l'ordonnance 75-43 du conseil militaire de Kérékou transforme l'ORTD en Office de radiodiffusion et télévision du Bénin (ORTB) dont la principale mission est de développer la couverture du territoire par la radio nationale.

### Télévision nationale (depuis 1978)
Il faut attendre le 31 décembre 1978 pour que la Télévision nationale de l'ORTB commence à émettre ses premières émissions expérimentales dans l'indifférence générale du pouvoir, qui ne prend même pas la peine d'inaugurer le nouvel émetteur de ce nouveau média.
Lors de sa visite au Bénin en 1983, le président français François Mitterrand signe un accord de coopération visant à financer l'agrandissement des structures de production de la Télévision nationale. En 1984, l'ORTB se dote d'une antenne satellite lui permettant de capter plus rapidement et de façon moins onéreuse les programmes fournis par l'étranger et les grands évènements sportifs en direct. 
La télévision passe à la couleur en 1986, à l'occasion de la visite du Pape Jean-Paul II au Bénin.
La chaîne a perdu son monopole sur la télévision en 1997.

## Identité visuelle

### Logos

Logo de l'ORTB Télévision nationale du 31 décembre 1978 à 2008
Logo de l'ORTB Télévision nationale de 2008 à décembre 2010
Logo de l'ORTB Télévision nationale depuis décembre 2010
Logo de l'ORTB Télévision nationale depuis 2016 à 2025.
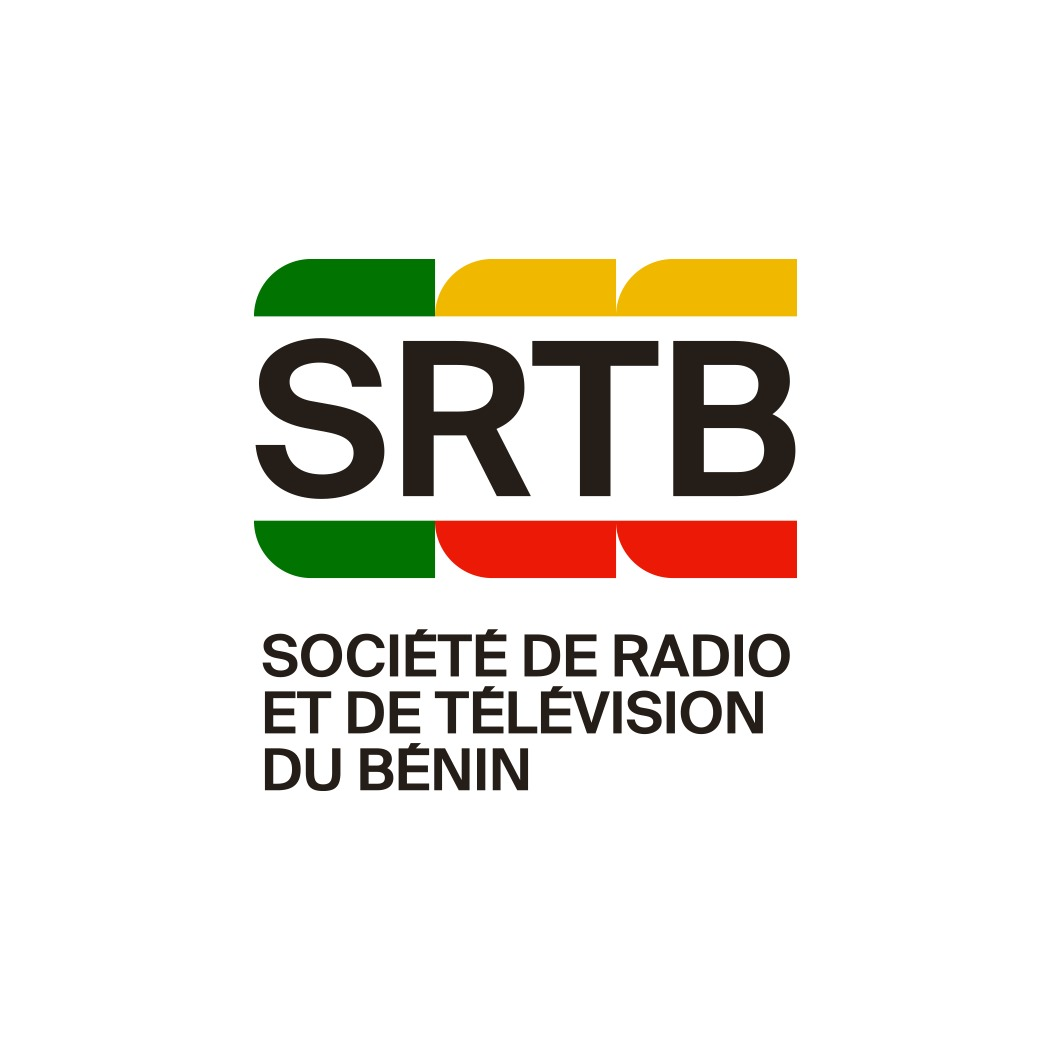
Logo de Bénin TV depuis 2025

### Slogans
- « La voix de la Révolution » (1978 - 1990)
- « La chaîne des grands événements »
- « Votre partenaire pour les grands événements »
- « Votre partenaire de référence »
- « Pas sans vous » (depuis [Quand ?])
- « Le Bénin change, votre TV aussi »

## Organisation

### Dirigeants

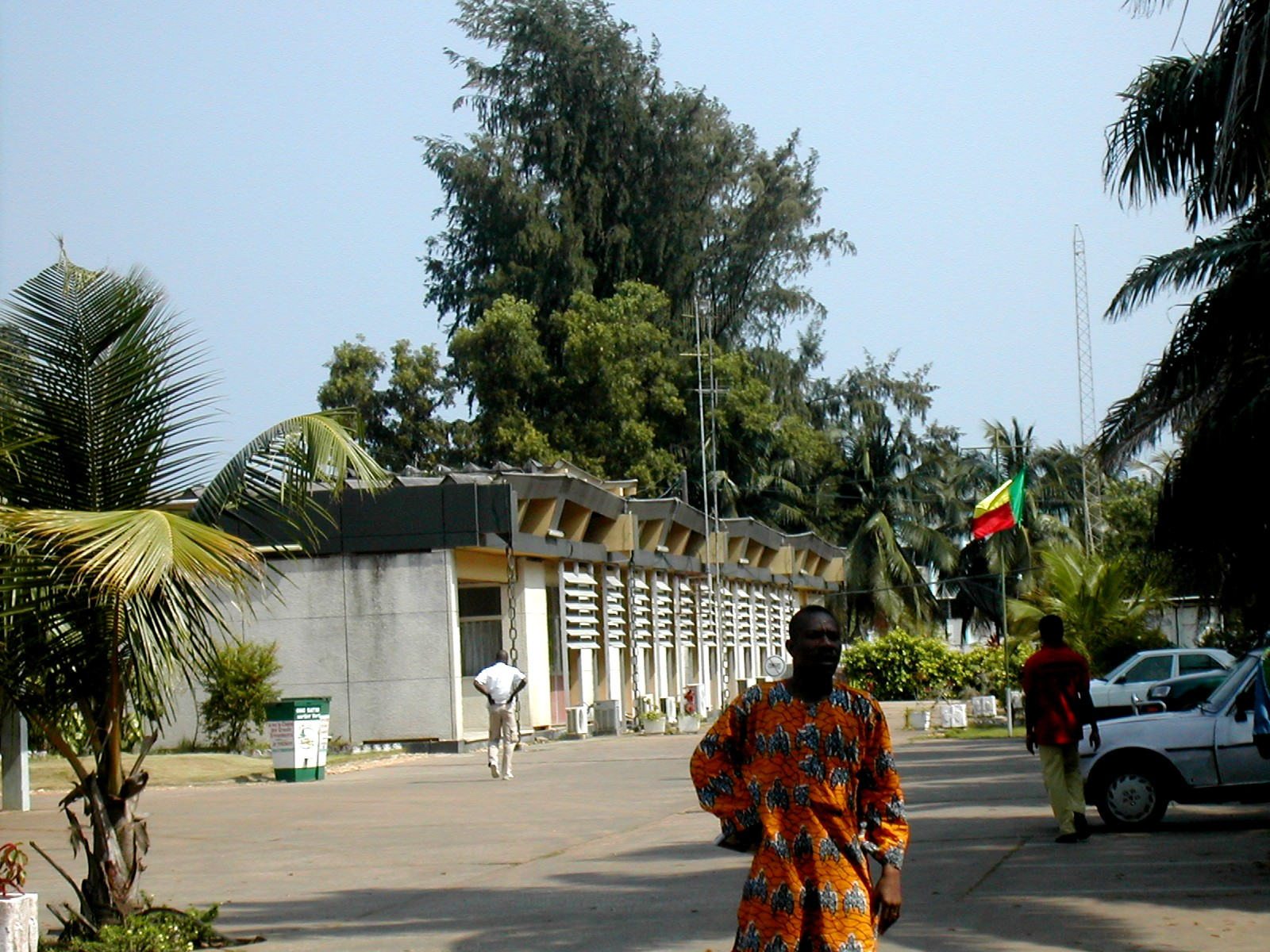
Siège de la SRTB à Cotonou

Le directeur général de la SRTB et les directeurs des deux institutions qui la composent (Radiodiffusion nationale et Télévision nationale) sont nommés par le gouvernement sur proposition de la Haute Autorité de l'audiovisuel et de la communication (HAAC) après appel à candidature.
Directeurs de la télévision nationale : 
- Soumaïla Célestin Mama : 8 avril 1999 - 15 mai 2002
- Pierrette Djossou : 15 mai 2002 - 2004
- Pierrette Amoussou : 2004 - 2006
- Stéphane Todome :  2006 - 2016
- Georges Amlon : mai 2016 - novembre 2016
- Joël Houndolo : 30 novembre 2016
- Jemima Catraye : octobre 2016 - septembre 2019
- Erick J.P. Abraham : 28 octobre 2019 - 30 avril 2021
- Abiathou Denagbè Oumarou : 30 avril 2021[1].

Directeur des programmes :
- François Adounvo
- Brigitte Adélakoun Houssou
- Annick Balley

Rédacteurs en chef :
- Nicaise Miguel : ? - 24 août 2001
- Justin Roger Migan : 24 août 2001 - ?
- Célestin Mara
- Jean Houalakoue
- Annick Balley de 2008 à 2010
- El-hadj Wabi Boukari depuis 2010
- Prévert Noutéhou : décembre 2016
- Jérôme Houngbo : 28 avril 2021[2]

### Capital
Bénin TV est une chaîne publique détenue à 100 % par la Société de radio et télévision du Bénin (SRTB), société publique de radiodiffusion et télévision de l'État béninois.

## Programmes
Les programmes sont principalement axés sur le divertissement. De 1978 à 1982, tous les programmes sont issus de l'INA et de la société de distribution allemande Transtel. On ne compte que 65 % de productions nationales, exclusivement composées des longs journaux télévisés. Les films et émissions de divertissements, très présents à l'antenne, proviennent tous des programmes de TF1, via des accords de coopérations pour la fourniture de programmes afin de pallier les carences de la production locale.
La SRTB étant partenaire de Canal France International, certains programmes de la télévision nationale sont issus de la banque de programmes de CFI.

### Émissions
- Week-end Matin
- Rendez-vous de midi
- Juste Un Mot
- Le Journal télévisé
- Attogbé
- English Clubs
- Bonjour le Bénin
- Club média 7
- série intitulé la détenue bientôt  sur les antennes de la srtb

## Diffusion

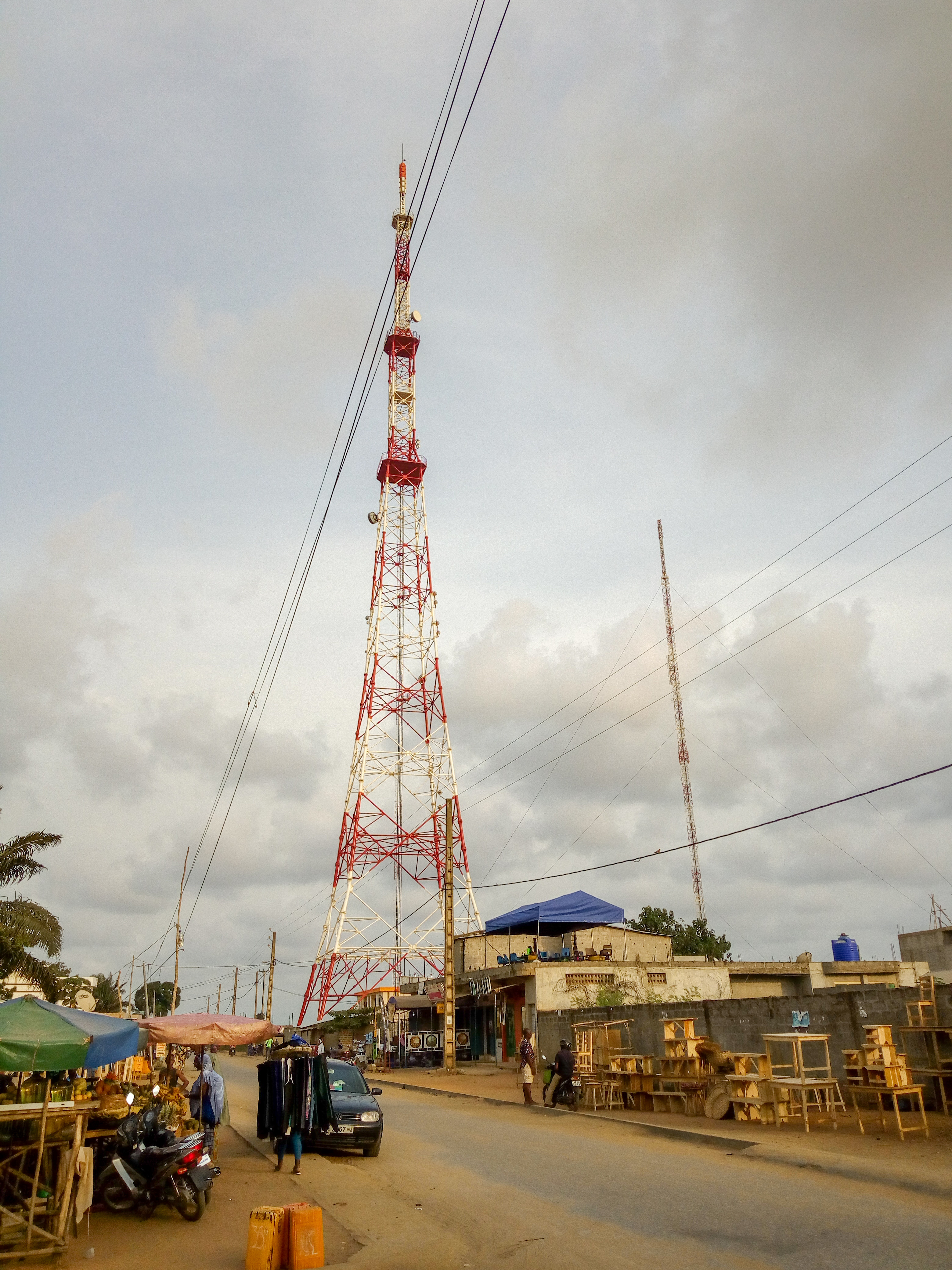
Pylône de radio diffusion de la SRTB installé à Abomey-Calavi au Bénin.

Durant toutes les années 1980, la couverture du territoire béninois par la télévision n'a pas dépassé la bande côtière au sud du pays. Aujourd'hui, l'ORTB Télévision nationale ne couvre que le nord du territoire et la zone côtière, sans toucher le centre du pays. Depuis 2007, le Programme de Couverture Intégrale du Territoire par la Radio et la Télévision est promu par le Président Boni Yayi afin de faire de l'ORTB un vecteur de développement et de fierté nationale. L'ORTB dispose à présent d'une trentaine de centres d'émission servant de relais sur toute l'étendue du territoire national du BENIN
La chaîne est aussi diffusée par satellite sur Canalsat Horizons (NSS 7) en Afrique occidentale, sur Atlantic Bird 3 et Eutelsat W3a en Europe et au Moyen-Orient et par ADSL en France via le Bouquet Africain sur Bbox, Freebox TV, Orange TV et SFR.
La fréquence de la chaîne sur les satellite  Eutelsat est :
- Eutelsat 36°E
  - Fréquence : 12437
  - Polarisation: H
  - Symbole rate : 23438
- Eutelsat 5°W
  - Fréquence : 12690
  - Polarisation: V
  - Symbole rate : 27500

L'ORTB a en outre un service web, dirigé depuis le 18 mai 2020 par Angela Kpeidja.